# 榮譽文憑
榮譽文憑（英語：Honours Diploma）是一種已消失的香港大專學歷。從前它是香港一些專上學院所頒發的最高學歷。

## 歷史
在1980年代以前，只有香港大學及香港中文大學才可頒發學士學位，其他在香港辦學的專上學院只可頒發四年制的榮譽文憑。這些榮譽文憑課程是以大學四年制學士學位課程來設計，但礙於法例所限，不能有學士學位的資格。
當時香港的大學，並不承認榮譽文憑等同學士學位，榮譽文憑持有人並不能直接報讀本港大學的碩士課程，而報讀學士學位也要重新修讀2年。但一些海外大學認可榮譽文憑等同學士學位，因此有不少榮譽文憑畢業生去海外大學修讀學士或甚至可以直接入讀碩士課程。而一些海外大學進而承認本地專上學院擁有高等學府的地位。
當時在香港頒發榮譽文憑的專上學院有：
- 香港樹仁學院
- 香港浸會學院
- 嶺南學院

1978年，香港政府發表《高中及專上教育發展白皮書》，建議將四年制改為二二一制（首二年為預科、第三及第四年修畢可獲高級文憑，第五年修畢可獲榮譽文憑），認定了榮譽文憑的地位是高於高級文憑。
1980年代，香港政府在高等教育上作出重大改變，批准大幅增加學位數目，並批准一些專上學院頒發學位，首先是香港理工學院於1983年获准頒發學位，隨後香港浸會學院、香港公開進修學院、香港城市理工學院、嶺南學院及香港教育學院亦先後獲准頒發學位。除教育學院外，其他院校於90年代獲升格為大學。樹仁學院當時亦有向政府申請頒發學位但不成功，於是繼續開辦榮譽文憑課程。
2001年，香港學術評審局通過了樹仁學院3個榮譽文憑課程的評審，並獲批准升格為榮譽學士學位課程。隨後樹仁學院其他榮譽文憑課程陸續獲批准升格為榮譽學士學位課程。而樹仁學院的榮譽文憑課程在獲批准升格為榮譽學士學位課程後也陸續停止招收新生。而樹仁學院亦於2006年12月19日獲行政長官會同行政會議批准升格為香港樹仁大學。而它們最後一個榮譽文憑課程：法律及商業榮譽文憑課程也於2007年獲批准升格為榮譽學士學位課程。至此，樹仁大學所有新生全部修讀榮譽學士課程。
而香港浸會學院，嶺南學院及香港樹仁學院開辦轉制課程，讓其榮譽文憑畢業生以補修學分形式，取得榮譽學士資格。而最後開辦有關課程的香港樹仁大學，最後一批學生已於2013年11月頒授榮譽學士學位，准予畢業。
2010年香港樹仁大學所有榮譽文憑學生畢業後，榮譽文憑也結束它在香港教育界多年的歷史任務。